# Петър Георгиев (Горно Броди)
Петър Величков Георгиев е български революционер, деец на Вътрешната македоно-одринска революционна организация и Вътрешната македонска революционна организация (обединена).

## Биография
Петър Георгиев е роден през 1865 година в сярското село Горно Броди, тогава в Османската империя. Влиза във ВМОРО и става четник на Никола Иванов. След Първата световна война се присъединява към левичарската ВМРО (обединена). Емигрира в 1925 година в Съветския съюз. Арестуван е през 30-те години от органите на НКВД. По-късно е освободен и в 1941 година се връща в България. Загива в 1943 година.